# 이봄
이봄(1990년 7월 24일 ~ )은 대한민국의 배우이다.

## 이력
- 2003년 영화 《선생 김봉두》로 아역으로 데뷔하였다.

## 출연

### 방송

#### 드라마
- 2004년 EBS 1TV 《네 손톱 끝에 빛이 남아 있어》 - 소라 역
- 2004년~2005년 MBC 《단팥빵》 - 어린 홍혜잔 역 (정소영 아역)
- 2015년 KBS 2TV 《너를 기억해》 - 준호 모 역
- 2016년 MBC 《가화만사성》 - 젊은 시절 배숙녀 역 (원미경 아역)
- 2017년 KBS 2TV 《란제리 소녀시대》 - 박귀자 역
- 2019년 올'리브 《은주의 방》 - 다영 역
- 2020년 MBC 《더 게임: 0시를 향하여》 - 지수현 역
- 2022년 넷플릭스 《소년심판》 - 오규상의 부인 역
- 2022년 tvN 《링크:먹고 사랑하라, 죽이게》 - 이은정 역
- 2025년 tvN 《언젠가는슬기로울전공의생활》 - 마취과 의사

### 영화
- 2003년 《선생 김봉두》 - 최애순 역
- 2014년 《소녀괴담》 - 혜정 역
- 2015년 《뷰티 인사이드》 - 라운지 여자들 역
- 2015년 《어우동: 주인 없는 꽃》 - 묘홍 역
- 2016년 《시간이탈자》 - 피구 여학생 2 역
- 2016년 《우리 손자 베스트》 - 미선 역
- 2017년 《컴, 투게더》 - 가녀린 역
- 2018년 《죄 많은 소녀》 - 다솜 역
- 2019년 《어린 의뢰인》 - 담임 역
- 2022년 《평평남녀》 - 하나 역

### 뮤직비디오
- 2013년 ZE:A - 〈바람의 유령〉